# Un original y veinte copias
Un original y veinte copias fue una telenovela mexicana del año 1978. Producida por Guillermo González, dirigida por Paty Juárez y su guion por Julio Porter.
Fue protagonizada por César Bono y Julieta Bracho la cual interpretó un rol protagónico antagónico, además de la actuación antagónica de Eduardo Alcaraz. Contó con las participaciones de Antonio Brillas, Teo Tapia, Gina Montes y Patricia Ancira.
Es una versión de la telenovela de 1958, "Gutierritos", original de Estella Calderón.

## Elenco
- César Bono - Totopos
- Julieta Bracho - María
- Antonio Brillas - Chino Villegas
- Gina Montes - Patty
- Teo Tapia - Sr. Romano
- Eduardo Alcaraz - Dr. Osorio
- Patricia Ancira - Katty
- Sergio Bustamante - Sr. Legorreta
- Zully Keith - Marilú
- Mauricio Herrera - Gustavo
- Delia Magaña - Juventina
- Carlos Riquelme - Donato
- Luis Couturier - Varaltedelc
- Guillermo Orea - Victorio Pérez
- Rubén Calderón - Teófilo
- Álvaro Carcaño - "El Borrachito"
- Enrique Grey - Ingeniero Pacheco
- María Hidalgo - Carracuda
- Irlanda Mora - Teresa
- Alfredo Vergara - Osorio
- Irma Yanire - Estela
- Enrique Ontiveros - Inspector Andrade
- Teresa Rábago - Secretaria
- Luiz Vasques - Mesero
- Roberto Olivo - Mesero del bar
- Mario del Razo - Empleado
- Miguel Fernández - Empleado 2